# 류탸오후 사건
류탸오후 사건(중국어: 柳条湖事件 류탸오후스젠[*]) 또는 류타오거우 사건(柳条沟事件)은 1931년 9월 18일 일본 제국의 관동군이 중국의 만주를 침략하기 위해 벌인 자작극이다. 만주 침략을 위한 작전의 시나리오는 관동군 작전 주임참모인 이시하라 간지, 관동군 고급 참모인 이타가키 세이시로, 관동군 사령관인 혼조 시게루 등 단 세 명이 만들었다. 이들을 중심으로 "만몽영유계획"이 모의되었다. 침략의 구실을 만들기 위해 관동군은 1931년 9월 18일 밤 10시 30분경 류탸오후에서 만철 선로를 스스로 폭파하고 이를 중국의 장쉐량 지휘하의 동북군 소행이라고 발표한 후 관동군은 만주 침략을 개시하였다.
일본어의 한자읽기에서 溝(沟) (kō), 湖 (ko)의 발음이 유사하기 때문에 (장단의 차이만 있다.), 일본측 문서의 한자를 중국어 발음으로 읽어서 류타우거우(중국어 간체자: 柳条沟, 정체자: 柳條溝)로도 많이 알려져 있지만, 류탸오후(柳条湖)가 정확한 표기이다.

## 음모 획책

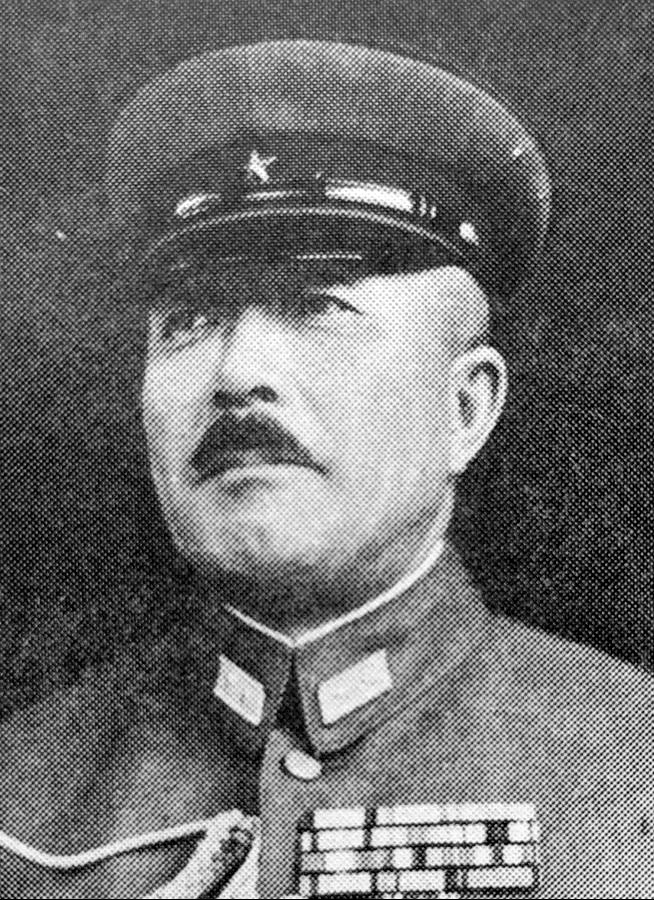
이타가키 세이시로

류탸오후 사건은 일본군이 용의주도하게 꾸민 첫 번째 음모였다. 일본은 만주를 장악한 후, 중국 본토를 침공하려는 계획을 오래전부터 꾸며왔다. 장쉐량의 동북군이 주둔하고 있던 펑톈(현재의 선양)은 만주의 정치, 경제, 문화의 중심이었다. 그리하여 이곳을 장악하는 것이 최우선 목표가 되었다. 류탸오후는 선양 부근이고 동북군의 본부와 가까웠기 때문에, 일본군이 중국측에 이 사건을 전가하여 진공하는 것이 용이했다. 그리하여 이 곳에서 사건을 발생시킨 것이다.
이 사건을 꾸민 총책은 관동군 작전 주임참모 이시와라 간지, 관동군 고급참모 이타가키 세이지로, 관동군 사령관인 혼조 시게루였다. 이들 세 명이 만주 침략을 위한 작전의 시나리오를 만들었다. 이것은 내각에도 비밀로 하고 그들끼리 꾸민 음모였다. 이시와라와 아타가키는 거사 장소로 류타오후를 선정하고, 펑텐에 있던 특무기관에서 근무하던 하나다니 다다시 소좌, 실행부대의 이마다 신타로(今田新太郎) 대위(분대장), 그리고 펑텐헌병대장 미다니 기요시 중좌와 구체적인 계획을 꾸몄다. 그리고 현지에서는 폭파전문가인 가와모토 스에모리 중위가 거사를 담당했다. 이것으로 모든 운명이 결정되었다. 이들을 중심으로 "만몽영유계획"이 모의되었다.
9월 18일 저녁, 봉천 대화(大和)여관 1호에 위치한 관동군 참모장 미사와 코우지(三沢光治)의 사무실에 봉천 주둔 관동군 특무기관장 도이하라 겐지를 비롯한 관동군 고급 참모 이타가키 세이시로, 이시와라 간지, 가타쿠라 다다시 등이 모여 관동군 사령관 혼조 시게루 대장의 주도하에 "관동군 동북 사태 수습을 위한 방침 제정"을 위한 긴급 회의를 열었다. 회의에서 이타가키, 도이하라, 이시와라 등 세 사람은 "동북 점령 후 식민 통치 실행 방법"에 관한 문제를 둘러싸고 격렬한 논쟁을 벌였다. 그들은 각기 자신들의 의견을 고집하며 양보하지 않았다.

## 사건 경과

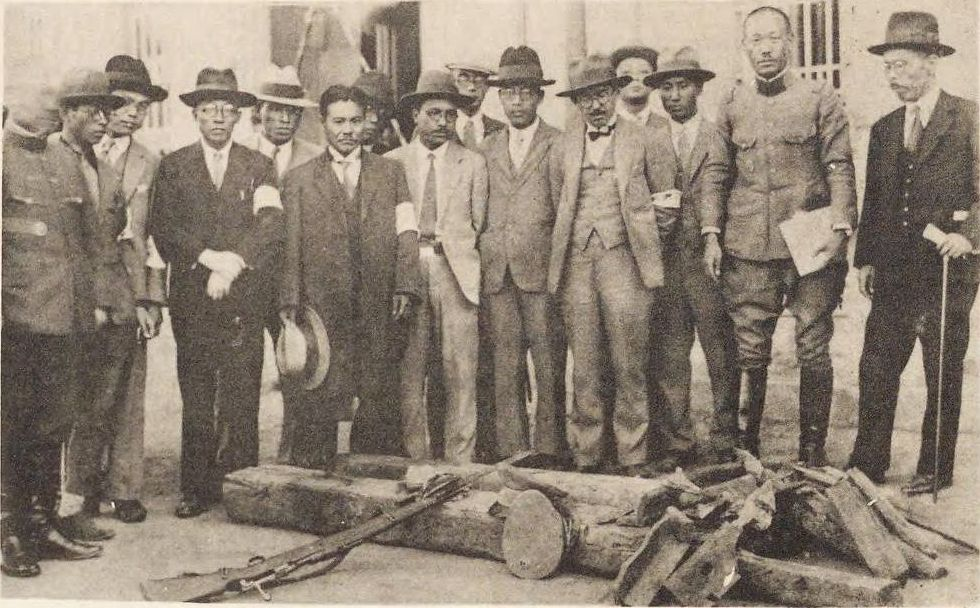
류타오후 사건, 일본군이 제시한 소위 "물증" : 동북군 군모, 소총, 불탄 철도 침목

류탸오후 철도 폭파는 1931년 9월 18일 밤 22시 20분 경, 일본 관동군 후스타이(虎石台) 독립수비대 제2대대, 제3중대가 실행하였다.
류탸오후 분견대 대대장 가와모토 스에모리 중위는 1개분대를 펑톈 북쪽 약 7.5 Km의 류탸오후 남만주철도 노선에 파견하여 소형폭약을 장치한 후 폭파시키도록 하였다. 이리하여 철도의 작은 부분이 폭파되었다. 또한 중국 동북군 군복을 입은 중국인 시체 3구를 현장에 방치하여, 이를 철도폭파가 중국인의 소행이라는 증거로 삼으려고 의도했다.
폭파후, 가와모토는 즉각 동북군 북부 사령부를 향해 사격하였고, 일본군 독립수비대에 "동북군의 중국군이 철로를 폭파하고 수비대를 공격했다."고 보고했다. 독립수비대는 이를 즉각 관동군 사령부에 보고했고, 이타가키 세이시로는 중국군을 향해 대응발포하고, 동북군 사령부와 펑톈을 공격하라고 명령했다.
일본군은 동북군을 기습했으나, 그곳에 주둔하고 있던 동북군 제7여단은 무방비 상태였고, 어찌할 바를 몰랐다. 동북군 사령관이었던 장쉐량은 휘하 부대에게 일본군의 확전 의도에 말려들지 않기 위해 도발에 대응하지 말라고 명령을 내려서 사령부 주둔부대는 반격을 하지 않았다. 제7여단의 3개 연대중, 2개는 지시대로 철수했고, 왕티에한의 620연대는 철수명령을 받지 못해 대응사격을 했으나, 최후에는 포위망을 뚫고 철수했다. 무대응 명령 때문에, 동북군 북부 사령부는 1만 명이 넘는 병력을 가지고도 500여 명의 일본군에게 격퇴되었다. 이후 펑톈과 동부사령부에서도 역시 대응없이 철수하였고, 이들은 일본군에게 점령되었다.

## 사건 영향
이 사건은 일본의 전면적인 만주 침략 (만주사변)으로 전개되었다. 20만명에 달하는 동북군이 1-3만여명의 일본군에게 만주를 내어준 것은, 실력의 문제라기보다는 정치적 문제였다. 장개석은 잔여 군벌의 지방 할거, 반 장개석파 국민당 원로, 공산당 소비에트 지역으로 인한 내부 문제로 일본과 대립을 피하고자 하여 장학량에게 부저항 철수를 명령하였다. 이 사건뿐만 아니라 만주 사변도 본국의 훈령없이 관동군이 독자적으로 실행한 작전이었고, 이렇게 정부 통제를 벗어난 일본 군부의 독단적 행동은 계속되었고 정부는 이에 끌려가기 급급하여 급기야는 중일 전쟁, 태평양 전쟁에까지 이어졌다.